# Max Hansen junior

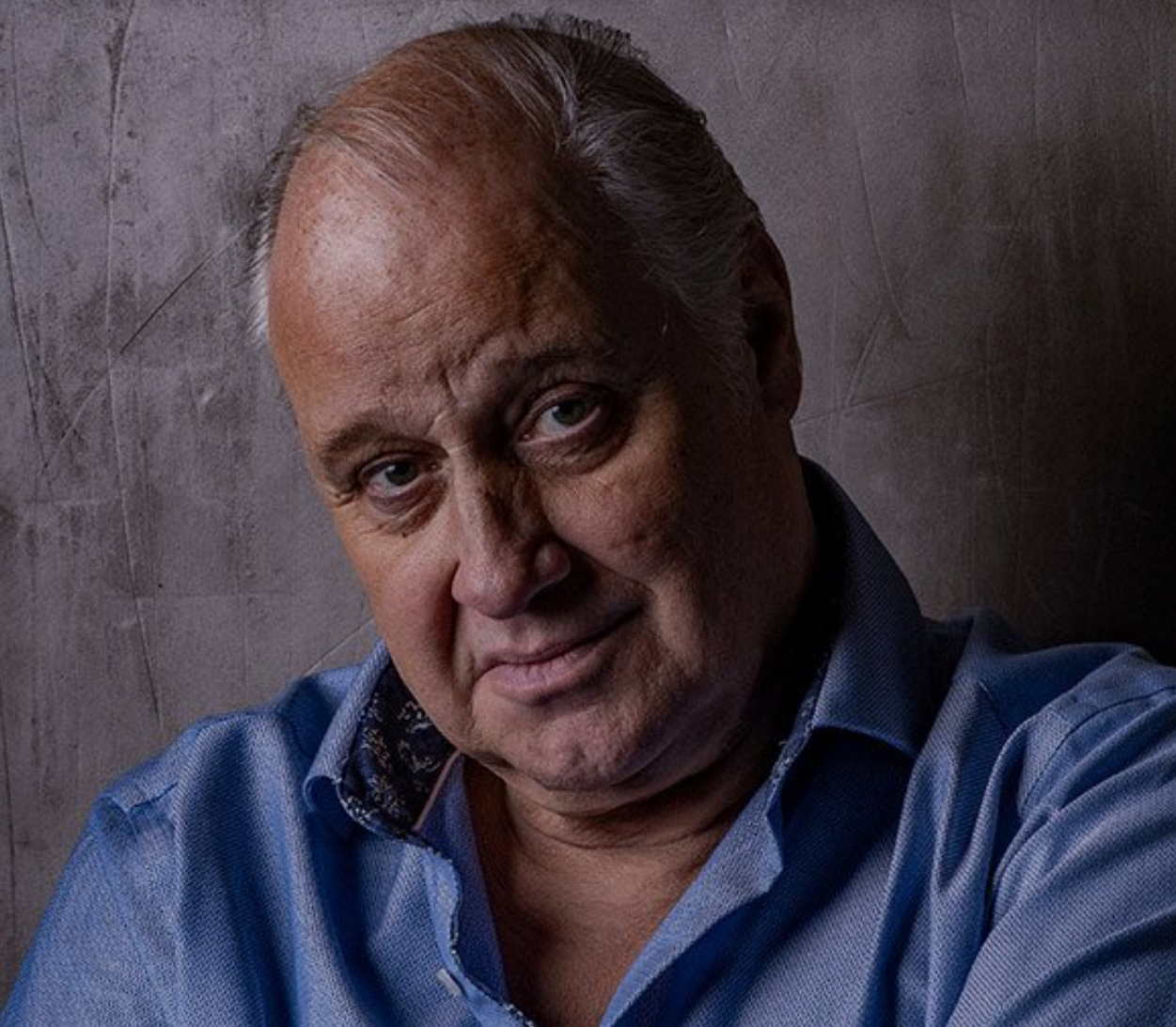
Max Hansen junior

Max Hansen junior (* 25. April 1954 Ryvangen, Hellerup, Dänemark) ist ein dänischer Schauspieler,  eigentlich Max Hansen, deswegen legte er sich zur Unterscheidung zu seinen berühmtem Vater Max Hansen (Senior) den Namenszusatz „Junior“ zu. Er hatte eigentlich keine richtige Schauspielausbildung erfahren, spielte aber dennoch in vielen erfolgreichen Filmen, Fernsehserien, und  Revuen mit. Er ist der Bruder der dänischen Schauspielerin Ann-Mari Max Hansen. Er ist seit 2003 in dritter Ehe verheiratet und hat aus dieser Ehe ein Kind und zwei erwachsene Kinder aus seinen früheren Beziehungen.

## Filmografie

### Filme
- 1979: Drømme støjer ikke når de dør
- 1985: Walter og Carlo – op på fars hat
- 1998: Wenn Mama nach Hause kommt... (Når mor kommer hjem)
- 1999: Pizza King
- 2000: Blinkende Lichter (Blinkende lygter)
- 2003: Unit One – Die Spezialisten
- 2004: War’n Sie schon mal in mich verliebt?
- 2006: Fidibus
- 2007: Hvordan vi slipper af med de andre

### Fernsehserien
- 1982: Een stor familie
- 1994: Alletiders jul
- 1995: Alletiders nisse
- 1995–1997: TAXA
- 1999–2000: Olsen-bandens første kup (dänische Weihnachtsserie)
- 2000: Edderkoppen
- 2000: Jul på Kronborg
- 2003: Rejseholdet
- 2003: Krøniken
- 2007: Kommissarin Lund (Forbrydelsen)
- 2009: Mille